# Gartenwiese
Koordinaten: 49° 56′ 6″ N, 8° 4′ 58″ O

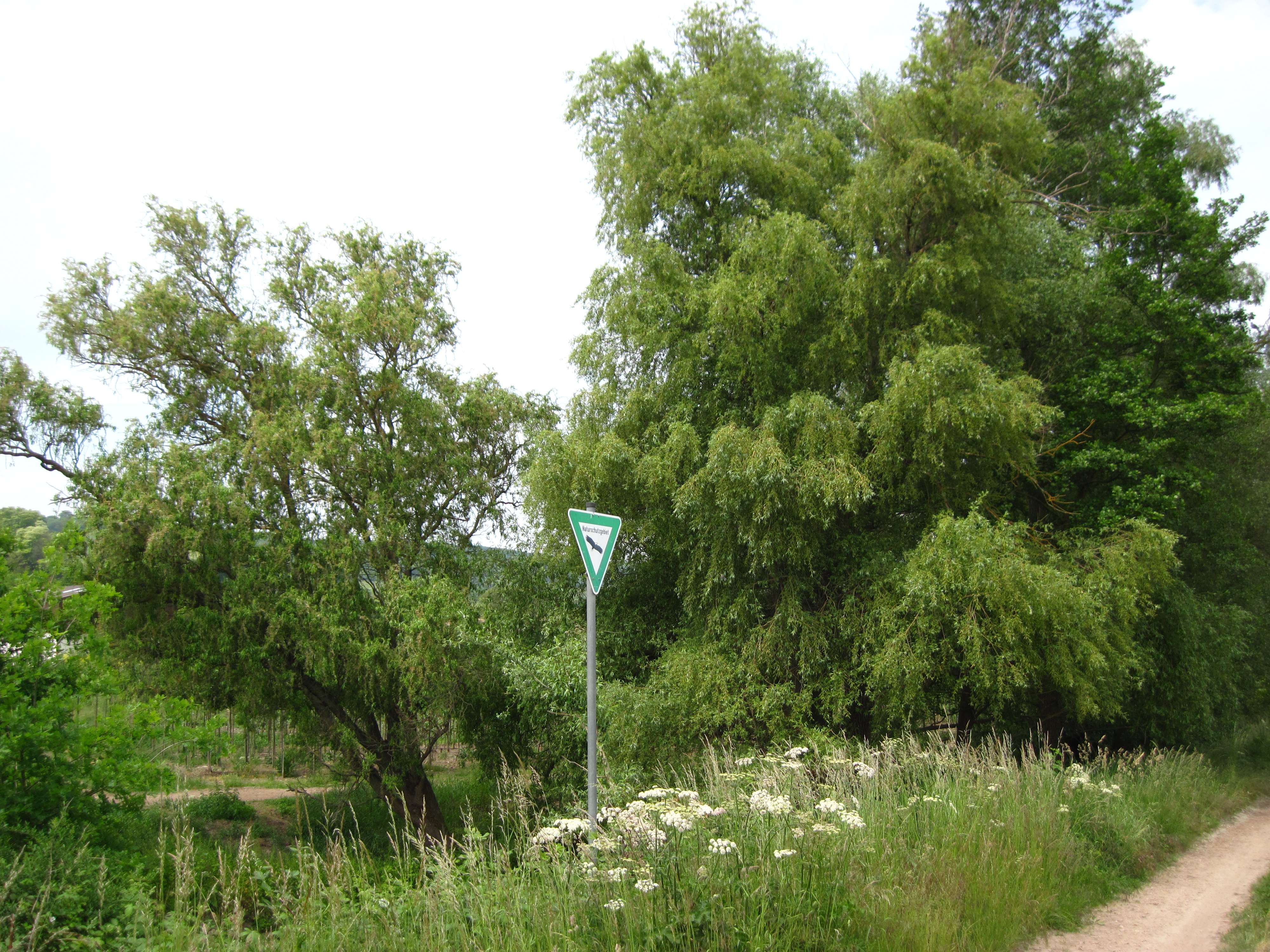
Naturschutzgebiet Gartenwiese (Mai 2015)

Das Naturschutzgebiet Gartenwiese liegt im Landkreis Mainz-Bingen in Rheinland-Pfalz. Das etwa 40 Hektar große Gebiet, das im Jahr 1990 unter Naturschutz gestellt wurde, erstreckt sich nordwestlich der Ortsgemeinde Schwabenheim an der Selz entlang der Selz. Unweit östlich verläuft die Landesstraße 428.
Das Gebiet, das im LSG „Selztal“ liegt, umfasst einen Bereich der Selzniederung mit naturnahem Bachlauf, Auwaldrelikten und sonstigen Gehölzbeständen. Es gehören dazu Kopfbäume, Stillgewässer, Schilfröhrichte und Nassbrachen und überwiegend grundfeuchte und zeitweilig überschwemmte Grünland- und Ackerflächen.